# Шаррум-ітер
Шаррум-ітер (XXVI ст. до н. е.) — останній володар Першого царства Марі.

## Життєпис
Син царя Лімера. На відміну від попередника зосередив зусилля на боротьбі за владу над шумерськими містами. Відомі його запеклі війни з державою Адаб. Спочатку відбив напад військ останньої, а потім перейшов у наступ. На певний час став гегемоном Шумеру. Втім зрештою зазнав поразки від міста-держави Кіш. Наслідком цього стало знищення Першого царства Марі.